# وودروف (کارولینای جنوبی)
وودروف(به انگلیسی: Woodruff) شهری در ایالت کارولینای جنوبی کشور ایالات متحده آمریکا است که جمعیت آن در سرشماری سال ۲۰۱۰ میلادی، ۴٬۰۹۰ نفر بوده‌است.